# Халуц, Дан
Дан Халуц (род. 7 августа 1948 года, Тель-Авив, Израиль) — генерал-лейтенант, командующий ВВС Израиля в 2000—2004 годах, начальник Генерального штаба израильской армии в 2005—2007 годах. Руководил боевыми действиями израильской армии во время Второй Ливанской войны в июле — августе 2006 года. В январе 2007 года объявил об уходе со своего поста.
Родился в Тель-Авиве в 1948 году, его родители приехали из Персии. Участвовал в Войне Судного дня как военный лётчик, сбив 3 вражеских истребителя МиГ-21.

## Скандал
Как сообщила в середине августа 2006 года израильская газета «Маарив», 12 июля 2006 года, через два часа после похищения боевиками организации «Хезболла» израильских военнослужащих, которое и стало поводом для начала Второй Ливанской войны, как раз тогда, когда политическое и военное руководство Израиля при непосредственном его участии решало, начинать войну с боевиками в Южном Ливане или нет, генерал-лейтенант Дан Халуц позвонил своему брокеру в Банк Леуми и приказал продавать акции на сумму 120 тыс. шекелей (около $27 500).
Это сообщение вызвало в Израиле волну гневных и язвительных откликов. Представители различных политических сил призывали Халуца подать в отставку. Комитет Кнессета по международным делам и оборонной политике провел слушания по этому вопросу, а лидер Национальной религиозной партии Звулун Орлев обратился к генеральному прокурору с призывом начать расследование.
Юридический советник правительства (генеральный прокурор) Мазуз заявил, что не находит в действиях Халуца состава преступления. Министр обороны Перец заявил, что доверяет Халуцу как смелому солдату.
Тем не менее солдаты-резервисты, участвовавшие в конфликте, начали кампанию протеста с требованием отставки людей, которые, по их убеждению, были виновны в военном поражении Израиля — премьер-министра Эхуда Ольмерта, министра обороны Амира Переца и Дана Халуца. Указывалось, в частности, что Дан Халуц как выходец из ВВС не смог правильно оценить значение сухопутной фазы операции. Однако, несмотря на критику, ни один из этих троих в отставку не ушёл. Это сделали командующий Северным военным округом генерал-майор Уди Адам и командир дивизии, отвечавшей за безопасность израильско-ливанской границы.
Тем временем по распоряжению Дана Халуца для расследования действий различных подразделений во время войны было создано более 50 комиссий. Последняя из них — комиссия по расследованию деятельности самого генштаба под руководством бывшего руководителя генштаба Дана Шомрона — пришла к выводу, что Дан Халуц не смог выполнить задачу по прекращению ракетных обстрелов севера Израиля, запоздал с началом наземной операции в Ливане и допустил неразбериху в руководстве действиями войск. В то же время, по мнению комиссии, Халуц должен был сохранить свой пост для восстановления армии.
Несмотря на рекомендацию комиссии, 17 января 2007 года Дан Халуц добровольно покинул свой пост.